# Calyptomyrmex claviseta
Calyptomyrmex claviseta (лат.) — вид мелких муравьёв рода Calyptomyrmex из подсемейства Myrmicinae (Formicidae). Африка (Танзания, Южная Африка).

## Описание
Мелкие муравьи, длина тела около 2 мм. Длина головы (HL) 0,56-0,64 мм, ширина (HW) 0,52-0,60 мм. От других африканских видов рода отличается мелкой клипеальной вилкой, крупными глазами и примерно одинаковыми члениками брюшного стебелька (петиоля и постпетиоля). Длина скапуса усика (SL) 0,34-0,36 мм. Основная окраска тела коричневого цвета. Голова и тело покрыты чешуевидными волосками. Проподеум угловатый, но без явных шипиков. Глаза относительно средние (15 омматидиев в длинном ряду). На голове развиты глубокие усиковые бороздки, полностью вмещающие антенны. Усики самок и рабочих 12-члениковые с булавой из 3 вершинных члеников (у самцов усики 12-члениковые, но без булавы). Максиллярные щупики 2-члениковые, нижнечелюстные щупики из 2 члеников. Наличник широкий с двулопастным выступом (клипеальная вилка). Стебелёк между грудкой и брюшком состоит из двух члеников: петиолюса и постпетиолюса (последний четко отделен от брюшка), жало развито, куколки голые (без кокона). Петиоль, постпетиоль и брюшко пунктированные. Вид был впервые описан в 1914 году швейцарским мирмекологом Феликсом Санчи (Felix Santschi, 1872—1940) по типовым материалам из Южной Африки под первоначальным названием Dicroaspis claviseta (Santschi, 1914), а его валидный статус подтверждён в ходе родовой ревизии в 1981 году английским мирмекологом Барри Болтоном (B.Bolton, British Museum (Natural History), Лондон, Великобритания).